# Békéscsaba 1912 Előre
Koordináták: é. sz. 46,6863°, k. h. 21,1063°46.686300°N 21.106300°E
A Békéscsaba 1912 Előre (régebbi nevein Előre MTE, Törekvés SE, Békéscsabai Előre Spartacus, Békéscsabai Előre FC, Előre FC Békéscsaba) egy békéscsabai sportegyesület és futballklub. Az egyesület a történelem folyamán Békéscsaba vezető klubja volt, több szakosztályt is magába foglalt. 1974-ben került fel először az első osztályba, majd 1–2 megszakítástól eltekintve 1998-ig az NB I stabil résztvevője volt. Legnagyobb sikere az 1988-as kupadöntő megnyerése, illetve az 1993–94-es bajnoki szezonban elért 3. helyezés volt. Fennállása során több válogatott játékost, híres edzőt adott a magyar labdarúgásnak, többek között Amsel Ignácot, Pásztor Józsefet, Kerekes Attilát. Itt edzősködött többek között Mészöly Kálmán, Csank János, valamint Supka Attila. Szervezeti felépítésében több változás is történt már, 1991 óta csak a labdarúgás tartozik a klubhoz, a többi szakosztály az önállósodás útjára lépett. A csapatnak a Kórház utcai stadion az otthona.

## Története

### A kezdetek[2]
Békéscsabán 1912. október 22-én alakult meg az Előre Munkás Testedző Egyesület. A sportklub megalakulását eredetileg már 1912 májusában bejelentették, az alapszabályt október 22-én fogadták el, majd hivatalosan 1913 tavaszán ismerték el az egyesület létrejöttét. A kezdeti nehézségek csak egy sportág, a labdarúgás megszervezését tették lehetővé. A klubszín az alakulást követően rövid ideig sárga-fehér volt, de az alapítók hamarosan áttértek az Előrét a későbbiekben évtizedeken át meghatározó lila-fehér színekre. Az egyesület első hivatalos mérkőzését a gyomai Kner SC otthonában vívta, és 1-0 arányban diadalmaskodott a vendéglátók ellen a csabai csapat.
A békéscsabai labdarúgás első válogatott játékosa Amsel Ignác kapus volt, aki 1922. december 18-án mutatkozott be a nemzeti csapatban a Magyarország - Lengyelország mérkőzésen.
A húszas-harmincas évek rossz gazdasági viszonyai, valamint a nagy gazdasági világválság a sport területén is éreztette hatását: 1933-ban az Előre MTE futballcsapata a felhalmozódott adósságai miatt feloszlott.

### A világháború után
Ezt követően Törekvés SE néven vitte tovább a korábbi munkás sportegyesület a csabai sport hagyományait. 1946 augusztusától újra Előre MTE felirat került a lila-fehér zászlóra, majd 1950-től Építők név alatt, kék-fehér színekben szerepelt a klub. 1963-tól újra a patinás Előre név, és a hagyományos lila-fehér színek tartoztak az egyesülethez, és ebben az időszakban került a labdarúgó-szakosztály mostani otthonába, a Kórház utcába, és ekkor készült el a klubszékház is.
A csapat a 60-as évek közepén az NB II-ben (akkoriban harmadosztály) szerepelt, 1965-ben majdnem ki is esetek a harmadik vonalból. Ekkor egy döntés következtében a két rivalizáló csabai egyesület közül egyértelműen az Előrét helyezte előtérbe a városvezetés, átirányítva az egykori CSAK, akkori nevén Csabai VTSK legjobb játékosait a lilákhoz. Ennek a döntésnek, valamint a szisztematikus munkának és az utánpótlás fejlesztésének köszönhetően a klub elindult felfelé és az 1968-as évben megszületett a klub első nagy sikere: Békéscsabai Előre SC csapata három pontos előnnyel megnyerte az NB II-es bajnokságot a Szolnoki MÁV előtt és feljutott az akkor másodosztályt jelentő NB I/B-be. A bajnoki idényben hazai pályán csak egy pontot veszített a gárda és csak 19 gólt kapott, ami abban az évben a nemzeti labdarúgó bajnokságokban a legkevesebb volt.
A következő meghatározó dátum 1970. december 28-a volt a békéscsabai labdarúgás történetében. Ezen a napon több kis sportegyesület összeolvadását követően megalakult a Békéscsabai Előre Spartacus Sport Club. Az új egyesület 12 szakosztállyal kezdte meg működését. Mivel ekkoriban az országos ranglistán a magyar egyesületek közül csak a 239. helyen szerénykedett az Előre, ezért célul tűzték ki az országos egyesületi rangsorban való előrébb lépést, a biztos alapokon nyugvó utánpótlásbázis szélesítését. A hathatós állami és tanácsi segítségnek, valamint az edzők áldozatos munkájának köszönhetően mindez az elkövetkező években meg is valósult, így 1986-ra a Békéscsabai Előre Spartacus egyesülete megkapta az országos kiemelt státuszt, és a klubok között az előkelő, 12. helyezést foglalhatta el, az egyik legjobbat az akkori vidéki klubok közül.

### Az első nagy sikerek a 70-es évek második felétől
Több évi másodosztályú szereplés után az 1974. június 16-án, Szentendrén 5000 vendégszurkoló előtt lejátszott bajnoki találkozón aratott 2:0-ás győzelmével a labdarúgócsapat az NB I/B-s bajnokság második helyén végzett, és a Diósgyőrrel egyetemben felkerült a magyar labdarúgás első osztályába. A feljutást követően valóságos fociláz tört ki Békéscsabán, a szurkolók sorban álltak a bérletekért. Ezen a nyáron rohamtempóban átépítették a stadiont is, felhúzva a mai napig is álló nagy lelátót. 1974. augusztus 31-én az MTK látogatott a Kórház utcába az első NB I-es bajnoki mérkőzésen és a lila-fehérek nagyszerű játékkal 3:1-es győzelmet arattak 16 000 néző előtt.
A nem hivatalos nézőcsúcs 1975. május 10-én született, a korabeli újságok szerint 22 000 csabai néző látta, hogy 1:0-ra legyőzi a Ferencvárost. Az első szezonban csak a létszámemelés tartotta bent a "lilákat", utána azonban sikerült állandósítani az NB I-es tagságot. 1982-ben az a megtiszteltetés érte a klubot, hogy a spanyolországi vb-n Kerekes Attila helyet kapott a válogatott keretben. 1983-ban kiesett a csapat, de a következő szezonban Pataki Tamás vezetésével rögtön visszajutott az első osztályba, sőt a Rába ETO ellen hatalmas érdeklődés mellett MNK-elődöntőt vívott a csapat.
1988-ban kis híján kiesett az Előre Spartacus, de ennél történt egy jóval lényegesebb dolog (a bentmaradást egy 2:0-ás debreceni győzelemmel sikerült kiharcolni), hiszen a Csank János vezette gárda Szolnokon 4 000 csabai szurkoló előtt Csernus (60. p.), Gruborovics (69. p.) és Csató (80. p.) góljaival 3:2-re legyőzte a Bp. Honvédot, elnyerve a Magyar Népköztársaság Kupát. A KEK-sorozatban túljutott a csapat a norvég Brynén (3-0, 1-2), a következő fordulóban viszont a kinti 2:0-s vereség után itthon csak 1:0-ra nyertek a "lilák" (Ottlakán büntetőt hibázott a 90-ik percben ) a Sakariaspor ellen, így a törökök mentek tovább.
Az MNK-győztes Békéscsabai Előre névsora: Miklya Zoltán, Bánfi János, Gruborovics Tibor, Horváth László, Ottlakán Mihály, Fabulya György, Szenti Zoltán, Csató Sándor, Mracskó Mihály, Kanál Zoltán, Árky Lajos, Belvon Attila, Csanálosi Miklós, Szekeres József, Csernus István, Zahorán Zoltán, Gulyás István, Baji Tamás, Pásztor József, Kasik Zsolt.
Edző: Csank János
A remek eredmény után mélyrepülésbe kezdett a gárda, amely odáig tartott, hogy ki is esett az első osztályból 1991-ben, ekkor került a csapat élére a későbbi sikerkovács, a volt csabai gólkirály, Pásztor József.

### 1990 utáni helyzet
A rendszerváltás nem kímélte a klubot sem, 1991-ben összeomlott az Előre Spartacus. Így még az év januárjában megalakult a Békéscsabai Előre FC. Az őszi jó szereplés után tavasszal mindössze egy győzelmet ért el a csapat, kiesett az NB II-be. Ekkor nevezték ki a gárda élére a későbbi sikerkovácsot, Pásztor Józsefet. A másodosztályt a kezdeti bizonytalanság után magabiztosan nyerte a gárda, az 1992/93-as szezonban pedig újoncként 5. hely a bajnokságban és kupaelődöntő a Haladás ellen (0–3, 3–1), majd az 1993–1994-es menetelés következett. Nagyon sok egykori szurkoló, néző a mai napig emlegeti ezt az évadot, mint a majdnem megvalósult csoda időszakát. A csapat szinte a teljes bajnoki évadban a tabella élén állva az utolsó három fordulóban bukta el az aranyérmet a Vác ellen. A bronzérmet egy nagyszerű Intertotó Kupa-sorozat követett. Csak a dán Odensetől kapott ki a csapat. A sorozatban megverte az osztrák Rapid Wient (3–0), a svájcu Siont (7–2) és a német Dynamo Dresden csapatát (3–2) is. Az utolsó kettő ráadásul hazai pályán. Az UEFA-kupában sikerült továbbjutni a Vardar Skopjével szemben (1–1, 1–0), majd a következő fordulóban az orosz Kamisin már nem hagyott esélyt (1:6 és 1:0). A bajnokságban elindult a klub lefelé, az 1995-ös 5. hely után 1996-ban már osztályozó (0–0 és 5–0 a Kaposvár ellen). 1997-ben még sikerült a bennmaradás, 1998-ban viszont már nem.
Az új idényt új névvel kezdte a gárda: Előre FC Békéscsaba. A célként kitűzött feljutás nem jött össze, azonban tavasszal a kiesés szele is megérintette a csapatot. 2000 őszén hasonló volt a helyzet, ekkor a kiskőrösi ki-ki meccsen (1:2) sikerült a bentmaradás. A 2001/02-es szezont nagy meneteléssel kezdte a csapat, ami a bajnokság végéig is kitartott, így sikerült visszajutni az NB I-be.

### A mozgalmas 2000-es évek
A 2002-ben a feljutott Előre háza táján látszólag rendben mentek a dolgok, viszonylagosan jónak mondható volt a játékoskeret is, és a szurkolók is szép számmal látogatták a meccseket. Mégis, az ősz rémálomszerűen indult, és csak a remek tavaszi menetelésnek (a tavaszi tabellán második lettek a csabaiak a ZTE mögött), valamint az időközben sikeres edzőváltásnak (Supka Attila váltotta Garamvölgyi Lajost) köszönhető, hogy bent maradt az egyesület. Szerencséje is volt a csapatnak, mert a Kispest és a Dunaferr jelentősen meggyengült év közben, így e két gárdát sikerült megelőzni a kiesésért folytatott nagy csatában. A következő évadot kicsit megerősödve kezdték a „lilák”, jobban is indult, mint az előző, de itt a végére fogyott el a lendület. Csak osztályozón sikerült megőrizni az első osztályú tagságot a fővárosi REAC ellen. Ezek után a 2004-ben induló bajnokságban fény derült a klub nem túl rózsás anyagi helyzetére. Előre Fc Kft. kizárólagos tulajdonosai: Békéscsaba Labdarúgásáért Alapítvány (Ursz József képviseletében), Borbély Ferenc, Hungária Nyomda Rt., Óré András, többszöri tárgyalás után eladta a klubot Darko Canadic bosnyák „vállalkozónak”. Az „alvilági” kapcsolatokkal is rendelkező üzletember minden valószínűség szerint a legnagyobb ígérethalmazt produkálva Magyarországon cserben hagyta a csapatot – ami teljesen széthullott; fuldokolva az adósságban és rengeteg jogtalanul levont ponttal sújtva várta az MLSZ – MLL jogilag kifogásolt, hibás döntésének helyesbítését. Nem fogadta el a tulajdonos az Előre Fc Kft. NB III-ba való besorolását, mivel az egyesület 44 millió forint adóhátralékot halmozott fel. Ezen a nyáron tehát vészhelyzet alakult ki a békéscsabai labdarúgásban, az NB I-ből kiesett gárda nem kapott rajtengedélyt az NB II bajnoki osztályban. Közben a város felbontotta a teljes objektum (pályák, öltözők, irodák) használatára megkötött szerződést az Előre Fc Kft.-vel, így fennállt a veszély, hogy a város fociszerető lakossága labdarúgás nélkül marad. A kialakult helyzetben az NB III-as indulási joggal rendelkező Jamina SE és Békéscsaba Megyei Jogú Város Önkormányzata összefogásával megalakult a Békéscsaba 1912 Előre SE, amely a szerzett jogának megfelelően a harmadosztályú bajnokság Alföld Csoportjába nyert besorolást a 2005/2006 bajnoki idényre. Az új alapokra helyeződött békéscsabai labdarúgás zászlóshajója lett az új egyesület, amely szoros együttműködésre törekszik a megyeszékhely másik csapatával, a Megyei I. osztályú Erzsébethely SE-vel, és az Utánpótlásnevelő FC-vel. A Békéscsaba 1912 Előre a békéscsabai labdarúgás tradicionális lila-fehér színeit viseli.
Rögtön az első évben a csapat megnyerte az Alföld-csoportot, jogot szerezve a másodosztályú tagságra. Itt a Keleti-csoportba kapott besorolást, abba a csoportba, ami jelentősen megerősödött, elég csak a Nyíregyháza és Ferencváros csapataira gondolni. A tragikus őszi szereplést követően edzőt váltott a gárda, hazahívva a volt csabai Csató Sándort. A tavasz már jobban sikerült, de ez sem volt elegendő a másodosztályú tagság meghosszabbításához. Így, köszönhetően az MLSZ-nek is, ami mindent elkövetett, hogy ne maradhasson bent az egyesület, kiesett az NB II-ből. Így a 2007/2008-as szezont ismét a harmadik vonalban kezdte a gárda, döntően saját nevelésű fiatal játékosokkal, kiegészülve néhány igazolással. A cél még ebben az évadban visszakerülni a második vonalba, ami teljesült is a Szarvas-Kiss edzőpárossal. A 2008–2009-es idényben ősszel nagy lendülettel kezdett az Előre, a másodosztályban újoncként a 6. helyig jutottak ősszel, emlékezetes csatát vívva a Fradival, majd a tavaszi mélyrepülés miatt edzőt váltott a csapat, a korábbi sikeres csabai és újpesti játékost, Belvon Attilát nevezték ki a lila-fehér csapat vezetőjévé. A célként megfogalmazott bennmaradás már a záróforduló előtt eldőlt, a 12. helyen zártak az Előrés focisták. Így a 2009–2010-es bajnoki évadot is Belvon vezetésével kezdte a csapat az egyezkedéseknek megfelelően. Az eredmények azonban elmaradtak a várttól, a kiesés szele is megérintette a csapatot, ezért 2010 áprilisában ismét a korábbi tréner, Pásztor József vette át a csapatot. Vezetésével a gárda a 13., bennmaradást érő helyen végzett, 1 ponttal megelőzve a kieső Ceglédet.
Az új, sorrendben 5. Pásztor-időszak egyre jobb eredményeket hozott. A bennmaradás kiharcolása után a következő évben már a 6. helyen fordult az Előre, majd a 2011/12-es bajnokságban a bajnoki aranyéremért végig harcban állva a harmadik lettek, ami egyértelműen túlteljesítette a szezon kezdetén megfogalmazott elvárásokat, hiszen anyagilag csak a 6-8. helyen állt az Előre az NB II. Keleti Csoportjában, illetve egyébként sem volt tervbe véve a feljutás.

### A 2012-től induló új kor, az Előre Zrt. létrehozása
A 100. évfordulóhoz közelítve a tulajdonos Békéscsaba Megyei Jogú Város Önkormányzata úgy látta, hogy a rendelkezésre álló anyagi és szervezeti struktúrából kihozta a maximumot. A továbbfejlődés érdekében ezért külső támogatót keresett, amely a békési székhelyű Békés-Drén Kft. lett. A kft. és a város 70–30% tulajdonosi részaránnyal létrehozta 2012 júniusában a Békéscsaba 1912 Előre Futball Zrt.-t. Ezzel párhuzamosan bejelentették, hogy a csapat élére a Békéscsabán már többször bizonyított régi-új edzőt, Dajka Lászlót nevezik ki, Pásztor József szakmai segítőként marad. Dajka sok új igazolást hozott, a csapat a 2012/13-as bajnoki évad őszi felében még a tabella élén állt az NB II. Keleti Csoportjában, szoros versenyben az üldözők előtt. A téli alapozás nem sikerült igazán jól, valamint egyre inkább látszódott, hogy jó néhány újonnan igazolt játékos nem hozza az elvárt szintet, főleg a légiósok esetén nyelvi problémák is akadtak. Ezt követően a tavasz közepén 4 mérkőzésen csak 1 pontot szereztek a lilák (mindkét közvetlen üldöző riválisuk ellen kikaptak), felerősödtek a kritikai hangok. Dajka László összeveszett a szurkolók egy részével, akik kritizálták az új igazolásokat és a sok légióst a pályán, feszültté vált a légkör a csapat körül. Ebben a helyzetben 2013. április 2-án Dajka közös megegyezéssel szerződést bontott a klubbal és Pásztor József vette át a csapat irányítását, akihez csatlakozott Felcsútról az egykori Vasas-játékos Komjáti András is. A csapat Pásztor véleménye szerint nem túl jól játszva ismételten a bronzérmes helyen végzett a 16 csapatos másodosztályban. A bronzérem feljutást sajnos nem eredményezett. A szezon felénél Komjáti váltotta Pásztort, de utóbbi is a klub kötelékében maradt szakmai elnökként. A 2013–2014-es szezonra összevont 16 csapatos másodosztályú bajnokságában pedig a hatodik helyen végzett a csapat. Komjáti András a bajnokság vége előtt bejelentette távozását, illetve nyilvánosságra került Zoran Spisljak érkezése a vezetőedzői posztra. A 2014–15-ös szezonra kitűzött cél pedig az NB I-es szereplés kiharcolása, illetve egy olyan csapat építése, amely a legmagasabb osztályban képes maradni. A szezon végére ez teljesült is, az Előre második helyezett lett a Vasas SC mögött, ezzel jogot szerezve a legmagasabb osztályban való szereplésre. Az őszi szezon gyengére sikeredett, a csapat az NB I utolsó helyén állt. A bajnokság tavaszi szakaszában néhol bravúrokat bemutatva, szorgosan gyűjtögette a pontokat az Előre (bejutottak a Magyar Kupa elődöntőjébe is), azonban hiába a rutinos egykori válogatott játékosok (Vaskó Tamás, Laczkó Zsolt, Vukasin Poleksic), a csapat végül kiesett az idény végén. A következő idényben 2017. március 16-ig még Zoran Spisljak vezette a csapatot, de a Puskás Akadémia ellen elszenvedett 3-0 arányú vereség után lemondott. Ezt követően Boér Gábor, megbízott vezetőedzőként vezényelte le a bajnokságból még hátralévő 13 fordulót, melynek eredményeképpen az 5. helyen végzett az Előre. A 2017/2018-as idénytől már Boér Gábor irányította a Lilákat és a 38. fordulós, másodosztályú bajnokságban bronzérmet szerzett a csapattal. A 2018/2019-es szezonban jócskán átalakult a játékoskeret, de a szakmai stáb végül maradt Békéscsabán, és a jócskán megfiatalított játékos-állománnyal a hatodik hely megszerzése sikerült. Az idény végén Boér Gábor bejelentette, hogy az WKW ETO FC Győr együttesénél folytatja pályafutását.
A 2022-2023-as szezon végén a csapat kiesett a másodosztályból.

## Sikerek
- NB I
  -  Bronzérmes (1): 1993-94
- Magyar kupa
  -  Győztes (1): 1988

### Nemzetközi kupaszereplések
| Szezon  | Bajnokság      | Forduló    | Ellenfél                  | Otthon | Idegenben | Össz. |
| ------- | -------------- | ---------- | ------------------------- | ------ | --------- | ----- |
| 1988-89 | KEK            | Selejtező  | Bryne FK                  | 3–0    | 1–2       | 4–2   |
| 1988-89 | KEK            | 1. forduló | Sakaryaspor               | 1–0    | 0–2       | 1–2   |
| 1994    | Intertotó-kupa | Csoportkör | FC Sion                   |        | 7–2       | 7–2   |
| 1994    | Intertotó-kupa | Csoportkör | SK Rapid Wien             | 3–0    |           | 3–0   |
| 1994    | Intertotó-kupa | Csoportkör | Dynamo Dresden            |        | 3–2       | 3–2   |
| 1994    | Intertotó-kupa | Csoportkör | Odense BK                 | 1–3    |           | 1–3   |
| 1994-95 | UEFA-kupa      | Selejtező  | FK Vardar                 | 1–0    | 1–1       | 2–1   |
| 1994-95 | UEFA-kupa      | 1. forduló | FC Tekstilshchik Kamyshin | 1–0    | 1–6       | 2–6   |
| 1995    | Intertotó-kupa | Csoportkör | UD Leiria                 | 2–2    |           | 2–2   |
| 1995    | Intertotó-kupa | Csoportkör | Næstved BK                |        | 3–3       | 3–3   |
| 1995    | Intertotó-kupa | Csoportkör | CPD Ton Pentre AFC        | 4–0    |           | 4–0   |
| 1995    | Intertotó-kupa | Csoportkör | SC Heerenveen             |        | 0–4       | 0–4   |

## Sportsikerek
A klub az 1960-as évek második felétől folyamatosan fejlődött, ez kisebb-nagyobb hullámvölgyekkel kitartott egészen a rendszerváltásig, onnantól már jóval mozgalmasabb évek következtek.
Kronológia:
- 1968: Az Előre feljutott a második vonalba, megelőzve a Szolnoki Spartacust
- 1970: Összeolvadt számtalan kis egyesület, belőlük létrehozva a Békéscsabai Előre Spartacust
- 1974: A csapat kiharcolta az NB I-es indulási jogot
- 1988: A klub eddigi legnagyobb sikere, megnyerte a Magyar Népköztársaság Kupát, a mai magyar labdarúgókupa elődjét.[13] Utána a KEK-sorozatban 3 mérkőzést játszott és az első fordulóban kiesett.
- 1993/94: Történetének legjobb eredményét, a bajnokságban a 3. helyet érte el a csapat, ami feljogosította az Intertotó-kupában az indulásra. A sorozatból továbbjutott az UEFA-kupa küzdelmeibe, ahol 2 fordulót is sikeresen teljesített.

## Híres játékosok
* a félkövérrel írt játékosok rendelkeznek felnőtt válogatottsággal.
- Jimmy Jones Tchana
- Ali Calvin Tolmbaye
- Bojan Bozović
- Vukašin Poleksić
- Jegia Javruján
- Popovits Pál
- Sorin Vlaicu
- Dušan Vasiljević
- Amsel Ignác †1974
- Árgyelán János
- Balog Zoltán
- Bánfi János
- Baranyi Sándor
- Budavári László
- Cseh András
- Csehi Tibor
- Dzurják József
- Kerekes Attila
- Keresztúri András
- Kovács Béla
- Kovács László
- Kurucz Ádám
- Kvaszta Lajos
- Laczkó Zsolt
- Láza János †2005
- Lázok János
- Marik György
- Melis Béla
- Mracskó Mihály
- Paróczai Sándor
- Pásztor József
- Szekeres József
- Szilveszter Ferenc
- Tulipán Mihály
- Váczi Zoltán
- Zsinka János

## Vezetőedzők
- Kerekes Imre 1963–1964
- Weiner Pál 1964[35]
- Turay András 1964–1965
- Szilasi Vilmos 1965
- Szombati György 1965–1967[36]
- Piller Sándor 1967–1973[37]
- Babolcsay György 1973–1975[38]
- Szita László mb. 1975[39]
- Szűcs Gyula 1975–1976[40]
- Mészöly Kálmán 1976–1978
- Ondrik István 1978–1980[41]
- Marosvölgyi Károly 1980–1981[42]
- Zalai László 1982–1983[43]
- Pataki Tamás 1983–1984[44]
- Süle István 1984–1986[45]
- Csank János 1986–1989[46]
- Vígh Tibor 1989–1991[47]
- Pásztor József 1991–1996[48]
- Silviu Iorgulescu 1996[49]
- Bozai Gyulai 1997[50]
- Pásztor József 1997–1999[51]
- Paróczai Sándor 2000[52]
- Vágó Attila 2000–2001[53]
- Dajka László 2001[54]
- Pásztor József 2002[55]
- Sikesdi Gábor mb. 2002
- Garamvölgyi Lajos 2002–2003[56]
- Supka Attila 2003–2004[57]
- Vágó Attila 2004[58]
- Jakab Péter mb. 2004
- Dajka László 2004–2005[59]
- Pajkos János 2005[60]
- Jakab Péter 2005–2006
- Csató Sándor 2006–2007
- Szarvas János 2007–2008
- Kiss János 2008–2009
- Belvon Attila 2009–2010[61]
- Pásztor József 2010–2012
- Dajka László 2012–2013
- Pásztor József 2013
- Komjáti András 2013–2014
- Zoran Spišljak 2014–2017[62]
- Boér Gábor 2017–2019[63]
- Schindler Szabolcs 2019–2020[64]
- Preisinger Sándor 2020–2021[65]
- Schindler Szabolcs 2021–2022[66]
- Brlázs Gábor 2022–2023[67]
- Pásztor József 2023
- Csató Sándor 2023–

## Játékoskeret
Utolsó módosítás: 2023. január 9.
*A vastaggal jelzett játékosok felnőtt válogatottsággal rendelkeznek.
**A dőlttel jelzett játékosok kölcsönben szerepelnek a klubnál.
| Mezszám                | Név              | Nemzetiség   | Születési hely   | Születési idő (kor)            | Korábbi csapat                 | Érték (€) | Szerződés lejárta |
| ---------------------- | ---------------- | ------------ | ---------------- | ------------------------------ | ------------------------------ | --------- | ----------------- |
|                        |                  |              |                  |                                |                                |           |                   |
| Kapusok                |                  |              |                  |                                |                                |           |                   |
| 1                      | Czinanó Antal    | HUN          | Gyula            | 1998. június 30. (26 éves)     | Utánpótlásból került fel       | 75 000    | Nem publikus      |
| 33                     | Bukrán Erik      | HUN          | Eger             | 1996. december 6. (28 éves)    | Pécsi Mecsek FC                | 75 000    | Nem publikus      |
| 35                     | Krnács Richárd   | HUN          | Békéscsaba       | 1996. szeptember 30. (28 éves) | Szarvasi FC                    | 50 000    | Nem publikus      |
|                        | Póser Dániel     | HUN          | Debrecen         | 1990. január 12. (35 éves)     | Diósgyőri VTK                  | 200 000   | Nem publikus      |
| Védők                  |                  |              |                  |                                |                                |           |                   |
| 4                      | Farkas Márk      | HUN          | Szeged           | 1992. augusztus 17. (32 éves)  | Szeged-Csanád Grosics Akadémia | 75 000    | 2023.06.30.       |
| 19                     | Mikló Roland     | HUN          | Tarcavajkóc      | 1998. december 28. (26 éves)   | Kazincbarcikai SC              | 50 000    | Nem publikus      |
| 20                     | Babinyecz Balázs | HUN          | Orosháza         | 1997. február 7. (28 éves)     | Utánpótlásból került fel       | 25 000    | Nem publikus      |
| 21                     | Fazekas Lóránt   | HUN          | Gyöngyös         | 2002. május 15. (22 éves)      | Budapest Honvéd U19            | 50 000    | Nem publikus      |
| 25                     | Albert István    | HUN          | Debrecen         | 1992. június 25. (32 éves)     | Aqvital FC Csákvár             | 50 000    | Nem publikus      |
| 30                     | Korógyi Szabolcs | HUN          | Medgyesegyháza   | 2004. szeptember 12. (20 éves) | Újpest FC U19                  | 10 000    | Nem publikus      |
| 55                     | Bora György      | HUN          | Debrecen         | 1995. december 21. (29 éves)   | BFC Siófok                     | 125 000   | 2023.06.30.       |
| 66                     | Szalai Dániel    | HUN          | Kecskemét        | 1996. szeptember 5. (28 éves)  | Budafoki MTE                   | 125 000   | Nem publikus      |
| 81                     | Puskás Gábor     | magyar       | Szekszárd        | 1992. január 12. (33 éves)     | Kecskeméti TE                  | 50 000    | Nem publikus      |
| középpályás            |                  |              |                  |                                |                                |           |                   |
| 6                      | Kitl Miklós      | HUN          | Zenta            | 1997. június 1. (27 éves)      | Dorogi FC                      | 100 000   | Nem publikus      |
| 8                      | Zvara Levente    | HUN          | Békéscsaba       | 2001. január 19. (24 éves)     | Budapest Honvéd FC II          | 50 000    | Nem publikus      |
| 14                     | Váradi Ádám      | HUN          | Békéscsaba       | 2001. február 8. (24 éves)     | Utánpótlásból került fel       | 25 000    | Nem publikus      |
| 15                     | Máris Dominik    | HUN          | Békéscsaba       | 2000. június 22. (24 éves)     | Utánpótlásból került fel       | 150 000   | Nem publikus      |
| 23                     | Sipos Gábor      | HUN          | Hódmezővásárhely | 2002. november 1. (22 éves)    | Puskás Akadémia II             | 75 000    | Nem publikus      |
| 28                     | Hodonicki Márk   | HUN          | Hódmezővásárhely | 2001. március 16. (24 éves)    | Utánpótlásból került fel       | 50 000    | Nem publikus      |
| 32                     | Farkas Botond    | HUN          | Budapest         | 2003. március 5. (22 éves)     | Vasas FC                       | 10 000    | 2023.06.30.       |
| 77                     | Horváth Péter    | HUN          | Zalaegerszeg     | 1995. július 4. (29 éves)      | FC Ajka                        | 125 000   | 2023.06.30.       |
|                        | Futó Zsombor     | HUN          | Debrecen         | 1992. január 31. (33 éves)     | Pécsi Mecsek FC                | 125 000   | Nem publikus      |
| csatárok               |                  |              |                  |                                |                                |           |                   |
| 9                      | Lukács Raymond   | román · HUN  | Nagyvárad        | 1988. május 30. (36 éves)      | Kazincbarcikai SC              | 75 000    | Nem publikus      |
| 17                     | Ilyés Tamás      | HUN          | Gyula            | 1998. június 17. (26 éves)     | Körösladányi MSK               | 25 000    | Nem publikus      |
| 30                     | Yasin Hamed      | SDN · magyar | Nagyszalonta     | 1999. szeptember 12. (25 éves) | Nyíregyháza Spartacus FC       | 175 000   | 2023.06.30.       |
| 37                     | Czékus Ádám      | HUN          | Szeged           | 2003. február 1. (22 éves)     | Ferencvárosi TC II             | 75 000    | Nem publikus      |
| 64                     | Zádori Krisztián | HUN          | Szeged           | 1997. január 15. (28 éves)     | Tiszakécskei LC                | 50 000    | Nem publikus      |
| 95                     | Talpalló Norbert | HUN          | Körösladány      | 2003. január 23. (22 éves)     | Debreceni VSC II               | 25 000    | Nem publikus      |
|                        | Kóródi Nándor    | HUN          | Szolnok          | 1999. augusztus 15. (25 éves)  | Szeged-Csanád Grosics Akadémia | 125 000   | 2023.06.30.       |
| Kölcsönadott játékosok |                  |              |                  |                                |                                |           |                   |
| Név                    | Poszt            | Nemzetiség   | Születési hely   | Születési idő (kor)            | Kölcsönadva ide                | Érték (€) | Kölcsön lejárta   |
|                        |                  |              |                  |                                |                                |           |                   |

## Szezonok
| \| Szezon \| Bajnokság \| Vezetőedző(k) \| He \| Mé \| Gy \| Dö \| Vé \| Pt \| % \| Nézőszám \| \| ------- \| --------- \| ------------------------------------------- \| --- \| -- \| -- \| -- \| -- \| -- \| --- \| -------- \| \| 1974/75 \| NB I \| Babolcsay György \| 14. \| 28 \| 6 \| 9 \| 13 \| 21 \| 38% \| 14 553 \| \| 1975/76 \| NB I \| Szita László, Szűcs Gyula \| 15. \| 30 \| 8 \| 8 \| 14 \| 24 \| 40% \| 11 877 \| \| 1976/77 \| NB I \| Mészöly Kálmán \| 13. \| 34 \| 9 \| 10 \| 15 \| 28 \| 41% \| 13 412 \| \| 1977/78 \| NB I \| Mészöly Kálmán \| 10. \| 34 \| 12 \| 7 \| 15 \| 31 \| 46% \| 11 353 \| \| 1978/79 \| NB I \| Ondrik István \| 12. \| 34 \| 11 \| 9 \| 14 \| 31 \| 46% \| 11 236 \| \| 1979/80 \| NB I \| Ondrik István, Marosvölgyi Károly \| 14. \| 34 \| 10 \| 12 \| 12 \| 32 \| 47% \| 9 294 \| \| 1980/81 \| NB I \| Zalai László \| 9. \| 34 \| 13 \| 10 \| 11 \| 36 \| 53% \| 8 559 \| \| 1981/82 \| NB I \| Zalai László \| 10. \| 34 \| 11 \| 13 \| 10 \| 35 \| 51% \| 6 412 \| \| 1982/83 \| NB I \| Zalai László, Pataki Tamás \| 16. \| 30 \| 5 \| 7 \| 18 \| 17 \| 28% \| 7 467 \| \| 1983/84 \| NB II \| Süle István \| 3. \| - \| - \| - \| - \| - \| - \| 4 895 \| \| 1984/85 \| NB I \| Süle István \| 6. \| 30 \| 12 \| 6 \| 12 \| 30 \| 50% \| 7 800 \| \| 1985/86 \| NB I \| Süle István \| 12. \| 30 \| 8 \| 9 \| 13 \| 25 \| 42% \| 7 533 \| \| 1986/87 \| NB I \| Csank János \| 8. \| 30 \| 10 \| 11 \| 9 \| 31 \| 52% \| 10 600 \| \| 1987/88 \| NB I \| Csank János \| 13. \| 30 \| 8 \| 11 \| 11 \| 27 \| 45% \| 8 867 \| \| 1988/89 \| NB I \| Csank János \| 7. \| 30 \| 16 \| 0 \| 14 \| 46 \| 51% \| 8 066 \| \| 1989/90 \| NB I \| Vígh Tibor \| 10. \| 30 \| 10 \| 8 \| 12 \| 38 \| 42% \| 6 733 \| \| 1990/91 \| NB I \| Vígh Tibor \| 15. \| 30 \| 7 \| 7 \| 16 \| 21 \| 35% \| 5 667 \| \| 1991/92 \| NB II \| Pásztor József \| 1. \| - \| - \| - \| - \| - \| - \| 3 733 \| \| 1992/93 \| NB I \| Pásztor József \| 5. \| 30 \| 12 \| 12 \| 6 \| 36 \| 60% \| 6 333 \| \| 1993/94 \| NB I \| Pásztor József \| 3. \| 30 \| 19 \| 3 \| 8 \| 41 \| 68% \| 8 333 \| \| 1994/95 \| NB I \| Pásztor József \| 5. \| 30 \| 11 \| 15 \| 4 \| 48 \| 53% \| 7 367 \| \| 1995/96 \| NB I \| Pásztor József, Silviu Iorgulescu \| 14. \| 30 \| 6 \| 11 \| 13 \| 29 \| 32% \| 5 067 \| \| 1996/97 \| NB I \| Bozai Gyula \| 14. \| 34 \| 6 \| 10 \| 6 \| 36 \| 40% \| 4 765 \| \| 1997/98 \| NB I \| Pásztor József \| 17. \| 34 \| 7 \| 10 \| 17 \| 31 \| 34% \| 4 971 \| \| 1998/99 \| NB1/B \| Pásztor József, Vágó Attila \| 13. \| - \| - \| - \| - \| - \| - \| - \| \| 1999/00 \| NB1/B \| Vágó Attila \| 6. \| - \| - \| - \| - \| - \| - \| - \| \| 2000/01 \| NB1/B \| Vágó Attila \| 8. \| - \| - \| - \| - \| - \| - \| - \| \| 2001/02 \| NB1/B \| Dajka László, Pásztor József, Sikesdi Gábor \| 1. \| - \| - \| - \| - \| - \| - \| - \| \| 2002/03 \| NB I \| Garamvölgyi Lajos \| 10. \| 32 \| 9 \| 5 \| 18 \| 32 \| 33% \| 3 668 \| \| 2003/04 \| NB I \| Supka Attila, Vágó Attila \| 11. \| 32 \| 8 \| 8 \| 16 \| 32 \| 33% \| 3 150 \| \| 2004/05 \| NB I \| Dajka László, Pajkos János \| 16. \| 32 \| 4 \| 7 \| 19 \| 4 \| 4% \| 2 668 \| \| 2005/06 \| NB III \| Jakab Péter \| 1. \| - \| - \| - \| - \| - \| - \| - \| \| 2006/07 \| NB II \| Csató Sándor \| 14. \| 30 \| 8 \| 4 \| 18 \| 28 \| 31% \| - \| \| 2007/08 \| NB III \| Szarvas János \| 1. \| - \| - \| - \| - \| - \| - \| - \| \| 2008/09 \| NB II \| Kiss János \| 12. \| 30 \| 9 \| 7 \| 14 \| 34 \| 38% \| - \| \| 2009/10 \| NB II \| Belvon Attila \| 13. \| 28 \| 7 \| 7 \| 14 \| 28 \| 33% \| - \| \| 2010/11 \| NB II \| Pásztor József \| 6. \| 30 \| 11 \| 10 \| 9 \| 43 \| 48% \| - \| \| 2011/12 \| NB II \| Pásztor József \| 3. \| 30 \| 13 \| 12 \| 5 \| 51 \| 57% \| - \| \| 2012/13 \| NB II \| Dajka László, Pásztor József \| 3. \| 30 \| 15 \| 10 \| 5 \| 55 \| 61% \| - \| \| 2013/14 \| NB II \| Komjáti András \| 6. \| 30 \| 12 \| 7 \| 11 \| 43 \| 48% \| - \| \| 2014/15 \| NB II \| Zoran Spišljak \| 2. \| 30 \| 18 \| 7 \| 5 \| 61 \| 68% \| - \| \| 2015/16 \| NB I \| Zoran Spišljak \| 12. \| 33 \| 6 \| 9 \| 18 \| 27 \| \| - \| \| 2016/17 \| NB II \| Zoran Spišljak \| 5. \| 38 \| 19 \| 8 \| 11 \| 65 \| \| - \| \| 2017/18 \| NB II \| Boér Gábor \| 3. \| 38 \| 19 \| 8 \| 11 \| 65 \| \| - \| \| 2018/19 \| NB II \| Boér Gábor \| 6. \| 38 \| 17 \| 9 \| 12 \| 60 \| \| - \| \| 2019/20 \| NB II \| Schindler Szabolcs \| 15. \| 26 \| 8 \| 8 \| 10 \| 32 \| 31% \| - \| |           |                                             |     |    |    |    |    |    |     |          |
| Szezon | Bajnokság | Vezetőedző(k)                               | He  | Mé | Gy | Dö | Vé | Pt | %   | Nézőszám |
| 1974/75 | NB I      | Babolcsay György                            | 14. | 28 | 6  | 9  | 13 | 21 | 38% | 14 553   |
| 1975/76 | NB I      | Szita László, Szűcs Gyula                   | 15. | 30 | 8  | 8  | 14 | 24 | 40% | 11 877   |
| 1976/77 | NB I      | Mészöly Kálmán                              | 13. | 34 | 9  | 10 | 15 | 28 | 41% | 13 412   |
| 1977/78 | NB I      | Mészöly Kálmán                              | 10. | 34 | 12 | 7  | 15 | 31 | 46% | 11 353   |
| 1978/79 | NB I      | Ondrik István                               | 12. | 34 | 11 | 9  | 14 | 31 | 46% | 11 236   |
| 1979/80 | NB I      | Ondrik István, Marosvölgyi Károly           | 14. | 34 | 10 | 12 | 12 | 32 | 47% | 9 294    |
| 1980/81 | NB I      | Zalai László                                | 9.  | 34 | 13 | 10 | 11 | 36 | 53% | 8 559    |
| 1981/82 | NB I      | Zalai László                                | 10. | 34 | 11 | 13 | 10 | 35 | 51% | 6 412    |
| 1982/83 | NB I      | Zalai László, Pataki Tamás                  | 16. | 30 | 5  | 7  | 18 | 17 | 28% | 7 467    |
| 1983/84 | NB II     | Süle István                                 | 3.  | -  | -  | -  | -  | -  | -   | 4 895    |
| 1984/85 | NB I      | Süle István                                 | 6.  | 30 | 12 | 6  | 12 | 30 | 50% | 7 800    |
| 1985/86 | NB I      | Süle István                                 | 12. | 30 | 8  | 9  | 13 | 25 | 42% | 7 533    |
| 1986/87 | NB I      | Csank János                                 | 8.  | 30 | 10 | 11 | 9  | 31 | 52% | 10 600   |
| 1987/88 | NB I      | Csank János                                 | 13. | 30 | 8  | 11 | 11 | 27 | 45% | 8 867    |
| 1988/89 | NB I      | Csank János                                 | 7.  | 30 | 16 | 0  | 14 | 46 | 51% | 8 066    |
| 1989/90 | NB I      | Vígh Tibor                                  | 10. | 30 | 10 | 8  | 12 | 38 | 42% | 6 733    |
| 1990/91 | NB I      | Vígh Tibor                                  | 15. | 30 | 7  | 7  | 16 | 21 | 35% | 5 667    |
| 1991/92 | NB II     | Pásztor József                              | 1.  | -  | -  | -  | -  | -  | -   | 3 733    |
| 1992/93 | NB I      | Pásztor József                              | 5.  | 30 | 12 | 12 | 6  | 36 | 60% | 6 333    |
| 1993/94 | NB I      | Pásztor József                              | 3.  | 30 | 19 | 3  | 8  | 41 | 68% | 8 333    |
| 1994/95 | NB I      | Pásztor József                              | 5.  | 30 | 11 | 15 | 4  | 48 | 53% | 7 367    |
| 1995/96 | NB I      | Pásztor József, Silviu Iorgulescu           | 14. | 30 | 6  | 11 | 13 | 29 | 32% | 5 067    |
| 1996/97 | NB I      | Bozai Gyula                                 | 14. | 34 | 6  | 10 | 6  | 36 | 40% | 4 765    |
| 1997/98 | NB I      | Pásztor József                              | 17. | 34 | 7  | 10 | 17 | 31 | 34% | 4 971    |
| 1998/99 | NB1/B     | Pásztor József, Vágó Attila                 | 13. | -  | -  | -  | -  | -  | -   | -        |
| 1999/00 | NB1/B     | Vágó Attila                                 | 6.  | -  | -  | -  | -  | -  | -   | -        |
| 2000/01 | NB1/B     | Vágó Attila                                 | 8.  | -  | -  | -  | -  | -  | -   | -        |
| 2001/02 | NB1/B     | Dajka László, Pásztor József, Sikesdi Gábor | 1.  | -  | -  | -  | -  | -  | -   | -        |
| 2002/03 | NB I      | Garamvölgyi Lajos                           | 10. | 32 | 9  | 5  | 18 | 32 | 33% | 3 668    |
| 2003/04 | NB I      | Supka Attila, Vágó Attila                   | 11. | 32 | 8  | 8  | 16 | 32 | 33% | 3 150    |
| 2004/05 | NB I      | Dajka László, Pajkos János                  | 16. | 32 | 4  | 7  | 19 | 4  | 4%  | 2 668    |
| 2005/06 | NB III    | Jakab Péter                                 | 1.  | -  | -  | -  | -  | -  | -   | -        |
| 2006/07 | NB II     | Csató Sándor                                | 14. | 30 | 8  | 4  | 18 | 28 | 31% | -        |
| 2007/08 | NB III    | Szarvas János                               | 1.  | -  | -  | -  | -  | -  | -   | -        |
| 2008/09 | NB II     | Kiss János                                  | 12. | 30 | 9  | 7  | 14 | 34 | 38% | -        |
| 2009/10 | NB II     | Belvon Attila                               | 13. | 28 | 7  | 7  | 14 | 28 | 33% | -        |
| 2010/11 | NB II     | Pásztor József                              | 6.  | 30 | 11 | 10 | 9  | 43 | 48% | -        |
| 2011/12 | NB II     | Pásztor József                              | 3.  | 30 | 13 | 12 | 5  | 51 | 57% | -        |
| 2012/13 | NB II     | Dajka László, Pásztor József                | 3.  | 30 | 15 | 10 | 5  | 55 | 61% | -        |
| 2013/14 | NB II     | Komjáti András                              | 6.  | 30 | 12 | 7  | 11 | 43 | 48% | -        |
| 2014/15 | NB II     | Zoran Spišljak                              | 2.  | 30 | 18 | 7  | 5  | 61 | 68% | -        |
| 2015/16 | NB I      | Zoran Spišljak                              | 12. | 33 | 6  | 9  | 18 | 27 |     | -        |
| 2016/17 | NB II     | Zoran Spišljak                              | 5.  | 38 | 19 | 8  | 11 | 65 |     | -        |
| 2017/18 | NB II     | Boér Gábor                                  | 3.  | 38 | 19 | 8  | 11 | 65 |     | -        |
| 2018/19 | NB II     | Boér Gábor                                  | 6.  | 38 | 17 | 9  | 12 | 60 |     | -        |
| 2019/20 | NB II     | Schindler Szabolcs                          | 15. | 26 | 8  | 8  | 10 | 32 | 31% | -        |

## Címerek
Az egyesület 1912 óta íródó történelme alatt már több címer volt hivatalos, közös volt mindegyikben, hogy a vezérmotívum végig a lila és a fehér szín volt. A rendszerváltás után egyre inkább előtérbe került Békéscsaba mint város logója, címere is.

## Stadion

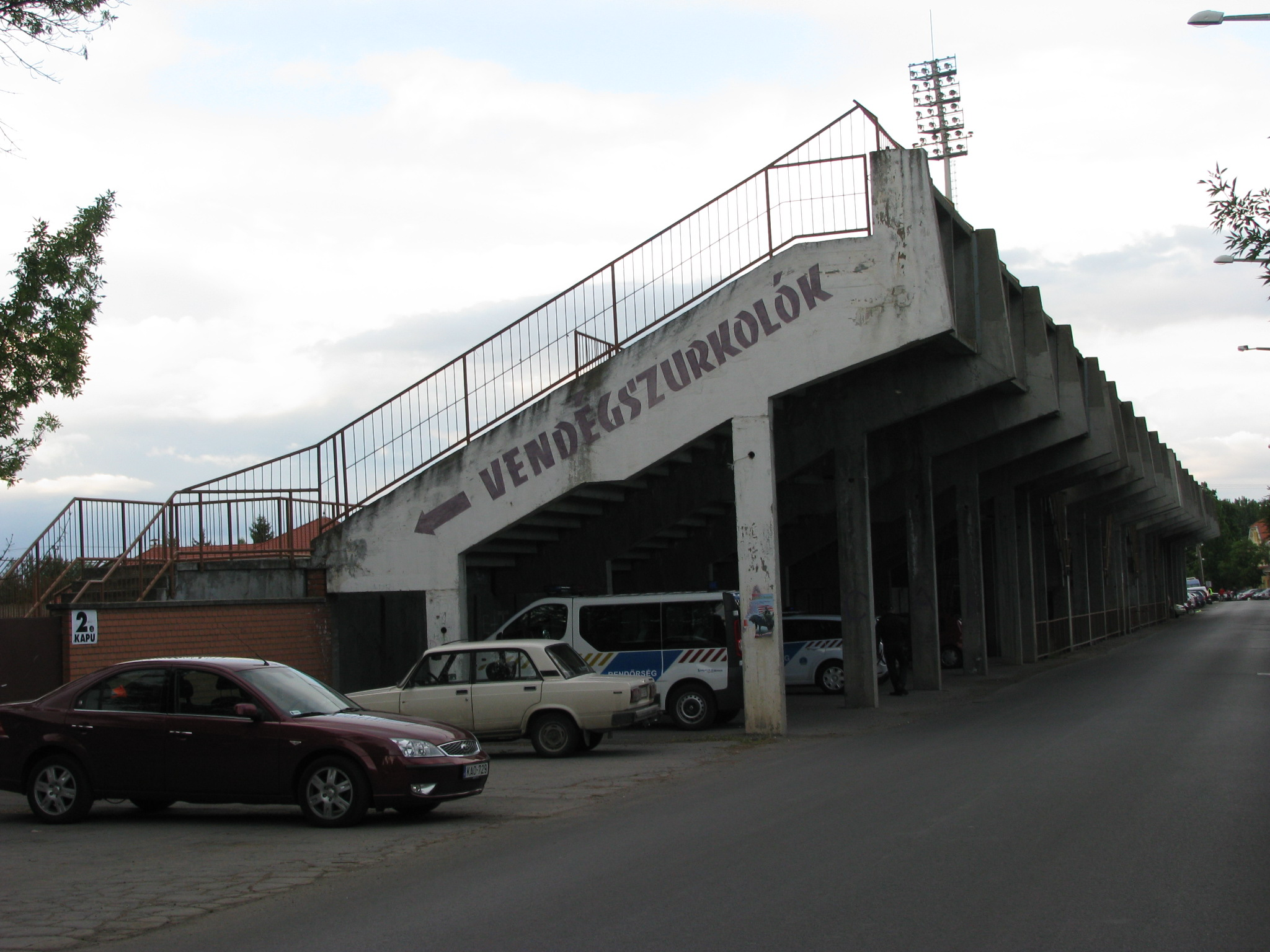
A stadion lelátója

Az Előrének a hagyományos otthona Békéscsaba VI. kerületében, a keleti városrészben, a Kórház utcában, a körgáttól nem messze található egy elég mély fekvésű területen. A klubnak több helyen is volt régebben pályája, az első a Csányi utcában, majd Kórház utca, Kazinczy utca, aztán ismét Kórház utca.
Jelenlegi állapotában nem számít modern létesítménynek, hiszen 1974 óta gyakorlatilag nem végeztek rajta semmilyen felújítást, csak az 1990-es végén erősítették meg a tartóoszlopokat és esztétikai burkolatot kaptak a betonlelátók. 2004-re készült el a villanyvilágítás a 4 darab 47 méter magas kandaláberrel (avatómeccs: Békéscsaba - Haladás 2:0), illetve lefestették a székeket és pár helyen a vakolatot. Bár a stadion jelen állapotában is elöregedett, de felújítása még várat magára.
2001-ben a stadionrekonstrukciós programban a 3. csoportba kapott besorolást az aréna, de sajnos csak a tervekig jutottak el, pénz már nem maradt a tényleges munkákra. Egyedül a "Fű 2" edzőpálya rekonstrukciója valósult meg, ami modern, mai követelményeknek megfelelő műfüves borítást kapott. 2005 őszétől 2006 tavaszáig zajlott egy nagyobb munka, mikor is a futballpálya körüli atlétikapályát felszámolták, kicsit megnövelve szélességében a játékteret, a maradék részt füvesítették. A régi, magas kerítéseket váltotta egy kb. 120 cm magasságú rácsozat. A füvet kicserélték, így jó állapotú lett a centerpálya. 2007 novemberében kezdődött el a város felőli oldalon egy új keresztlelátó építése 500 férőhellyel, ami tervek szerint 2008 áprilisára készül el.
Jelenlegi állapotában kb. 6 500 embert képes befogadni, ebből körülbelül 3000 külön háttámlás ülőhely, 2500 pados fedett ülőhely, a fennmaradó fedetlen állóhely. Egészen 2014-ig a kapacitása jelentősen nagyobb, mintegy 13 000 fő, amíg az állóhelyeket és a padrészeket fel nem számolták. Teljes teltház utoljára 2002 őszén volt, mikor is az FTC elleni mérkőzésre 16 000-en váltottak jegyet az akkori klubvezetés elmondása alapján.
Megközelíteni nem túlzottan nehéz, a város vasúti pályaudvaráról egyenesen kell elindulni az Andrássy úton, majd a főtérre érkezvén balra fordulni, és az Evangélikus nagytemplomnál jobbra, innen egyenesen visz az út a stadionig. Az autóval érkezők (Budapest, Debrecen, Szeged) irányból a békési elágazásnál kell jobbra tartani, majd az előbb említett templomnál balra fordulni. Gyula-Doboz felől a kórház előtt kell jobbra fordulni és onnan már csak pár száz méter
Helyi közlekedéssel legegyszerűbben a 14, 14-A buszokkal (Patyolat-megálló) lehet elérni a pályát, de számos járat áll meg igen közel a sporttelephez.
Az 1A és 3-as buszokról a „Malom térnél” kell leszállni, majd 5 perc séta, míg a 8, 8A, 9, 19, 20-as buszokról a „Kórház” megállónál kell leszállni, onnan pár perc gyalog.

## Statisztikák

### A lejátszott mérkőzések száma szerint[1]
| Meccsek száma | Játékos neve                |
| ------------- | --------------------------- |
| 361           | Pásztor József              |
| 296           | Kerekes Attila              |
| 270           | Királyvári Károly           |
| 240           | Csató Sándor                |
| 228           | Szenti Zoltán               |
| 218           | Fabulya György              |
| 180           | Mracskó Mihály              |
| 178           | Láza János, Ottlakán Mihály |

| Meccsek száma | Játékos neve                      |
| ------------- | --------------------------------- |
| 175           | Csanálosi Miklós                  |
| 163           | Szekeres József                   |
| 160           | Vágási Sándor, Steigerwald Zoltán |
| 147           | Kurucz Ádám, Kulcsár Sándor       |
| 134           | Zsömbörgi János                   |
| 132           | Belvon Attila                     |
| 130           | Kasik Zsolt                       |

| Meccsek száma | Játékos neve                   |
| ------------- | ------------------------------ |
| 126           | Pogács Ferenc                  |
| 122           | Budavári László                |
| 120           | Kőhalmi István, Kanyári Zoltán |
| 114           | Fodor Tibor                    |
| 113           | Zsíros György, Szarvas János   |
| 112           | Gulyás István, Baji Tamás      |
| 101           | Tisza Gábor                    |

### Az elért gólok száma szerint[69]
| Gól | Játékos neve      |
| --- | ----------------- |
| 51  | Birtalan Botond   |
| 45  | Pásztor József    |
| 43  | Kulcsár Sándor    |
| 41  | Szarvas János     |
| 37  | Csató Sándor      |
| 35  | Kurucz Ádám       |
| 31  | Királyvári Károly |

| Gól | Játékos neve                  |
| --- | ----------------------------- |
| 30  | Szekeres József               |
| 28  | Vágási Sándor                 |
| 27  | Budavári Sándor               |
| 26  | Pogács Ferenc, Kanyári Zoltán |
| 22  | Melis Béla                    |
| 18  | Csanálosi Miklós              |

## Szurkolók
A Békéscsabai Előrének hagyományosan nagy és hűséges szurkolótábora volt. A mai magyar labdarúgás helyzete ellenére is a csapatnak sokáig lelkes, nagyszámú rajongótábora volt, akik mindenhová elkísérték a csapatot. A 2000-es évek legvégétől a sorozatos rossz szereplés miatt a nézőszám jelentősen visszaesett, csak a nagyobb derbiken volt számottevő.

### Egy kis történelem
A szocializmus alatt értelemszerűen nem működtek szervezett szurkolói csoportok a Viharsarok fővárosában, ahogy az ország más részein sem. Békéscsaba azonban mindig is az egyik olyan pontja volt az országnak, ahol az emberek nagyon szerették a futballt, és a város méreteihez képest Magyarországon arányaiban igen sokan jártak ki a mérkőzésekre. Már a két világháború között sem voltak ritkák a 4-5000-es létszámok, ami csak tovább emelkedett 1945 után. Amikor a csapat feljutott az NB I-be, akkor például 5000 „lila” kísérte el kedvenceit a 250 km-re fekvő Szentendrére. Az első bajnoki évadban az akkor 60 000-es lakosságszámú Békéscsabán 14 500 volt az átlagnézőszám, ami az országban igen magas értéknek számított. A nagy nézőszámok nagyon sokáig megmaradtak, az 1993/94-es szezonban például csak a Ferencváros stadionját látogatták többen a Kórház utcainál. Még a 2000-es évek elején is elfogadható létszámok voltak, a 2002-es telt ház azonban már nem valószínű, hogy egyhamar újra elő fog fordulni. A mai napig ez az egyik olyan létszám, ami az ezredforduló óta az egyik legmagasabb volt magyar bajnokságban. A csapat szereplése 1997 óta finoman szólva is gyenge, tehát ez rányomta a bélyeget a szurkoló életre is. Manapság az NB II-ben stabilan 600-800 ember jár ki, idegenbe pedig mindenhová kíséri a csapatot pár ember.
A szervezett szurkolói csoportok megjelenését 1992-re tehetjük Békéscsabán, ami elég korai volt a hazai viszonyok közepette. Ez még a másodosztályban történt. A csoportok, idősorrendben:
- Violet Fanatics

Az első kezdeményezés. A zászló 1992 tavaszán debütált a másodosztályban. Három évvel később már Football Crew volt a név, majd "beolvadt" a Violet Side-ba.
- Viola Settore

1993-ban került ki először a kerítésre a drapéria. A társaság Békéscsaba egyik külső kerületéből, Mezőmegyerről verbuválódott. A nagy sikerek idején minden stadionban látható volt zászlójuk, így akkor mindenki velük azonosította tábort. Létszámuk a legjobb időkben is legfeljebb 15 fő volt. Néha manapság is kiteszik transzparensüket nosztalgiából.
- Viola Zone

Ez a zászló is 1993-ban jelent meg először. A név onnan vált ismertté, hogy egy drapéria Újpesten (1994), egy pedig Kispesten (1996 kupameccsen) cserélt gazdát. Utóbbi év második felétől a társaság főleg kézilabdameccseken tűnt fel, sokszor idegenben is.
- Viharsarki Viola Terror

A csapat 1993-tól futott ezen a néven, bár a drapi csak két évvel később készült el. Ők próbáltak keményebb vonalat hozni, ami nem igazán sikerült nekik, hiszen csak 15-17 évesek voltak. Néhányszor összetűzésbe kerültek más táborokkal, illetve a rendőrséggel is. Idővel létszámuk is megfogyatkozott.
- Violet Side

Kezdetben Mesecsoportként indult a társaság, Hókuszpók arcképével ellátott karszalagot hordtak és ez a fej díszelgett a zászlón is. Sokszor komolytalankodtak, de egy idő elteltével már komolyabban vették a szurkolást.
- Viola Devils

1996-ban alakult a fiatalokat tömörítő társaság. Régebben még röplabda-meccseken tűntek fel és elkövettek néhány látványt is. A tagok közül a mai napig sokan járnak meccsre, így tagjai az egyesült csoportnak is.

### Csoportok
Békéscsabán a jelen pillanatban két szervezett szurkolói csoport működik, az alábbiakban ezek kerülnek bemutatásra. Fontos azonban kiemelni, hogy van elég sok olyan ember is, aki bár nem tagja egyik csoportnak sem, mégis a táborhoz tartozónak érzi magát és rendszeresen buzdítja a „lilákat” itthon, úgy mint idegenben is.
- Stormcorner

Az előbb említett csoportocskák maradék emberei gyűltek össze 1997 végén, hogy ezentúl egy csoportként működjenek tovább. Mivel a többség már jól ismerte egymást, így nem volt nehéz zöld ágra vergődni. A név kiválasztásakor fontos volt, hogy egyedi legyen, az „ultra” és a „viola” szavak mellőzésével. Így lett a csoport neve Stormcorner, ami mind a mai napig létező és aktív alakulat. A mag, mint szinte mindenhol, egy baráti társaság. A tagok átlagos életkora 25-32 év közé tehető, létszámuk a sikertelenségek, bajok közepette megcsappant, de aki maradt, azt már valószínűleg semmi sem tántorítja el a lelátók világától. A politikai beállítottság jobboldali, de ez nem mindig kerül előtérbe. Szurkolási stílusban nem jellemzi a csoportot semmi idegen dolog utánzása, döntően hűek maradnak magunkhoz, sokszor spontán történnek a dolgok.
- Bad Boys Békéscsaba

A Bad Boys nem olyan régi alakulat, 2002. április 20-án debütált egy hazai, Diósgyőr elleni mérkőzésen a másodosztályban. Kezdetben egy 6 fős baráti társaság alkotta a csoportot, amely a későbbiekben folyamatosan bővült, köszönhetően az első osztályú szereplésnek. Ebben az időszakban mintegy 30 fizető tagot számlált a tagság, amely kézilabda illetve labdarúgómeccseken egyaránt jelen volt és van. A BB alapításának idején talán az ország egyik legfiatalabb csoportja volt, és mivel idegenbe is rendszeresen eljártak, hát értelemszerűen előfordultak összetűzések más táborokkal, amiből nem mindig jöttek ki jól a fiúk. Azonban ez javukra vált, a nem oda valók kihullottak, és aki maradt, az tényleg igazi fanatikus. Az átlagéletkoruk még most is csak 20 év körül van, és ez pozitívum a jövőre nézve. Egyre inkább részt vesznek a látványelemek gyártásában is. A két csoport kapcsolata teljesen jó, az „öregek” és „fiatalok” jól megértik egymást.

### Szurkolói élet
A B-közép a kezdetektől az állóhely közepén tanyázott, ezen a téren nem is történt változás. Jelenleg ez a „C” szektort jelenti, annak is főleg az alsó részét. A korláttól felfelé a korosabb drukkerek szoktak állni, és természetesen ők is kiveszik a részüket a buzdításból. Jelenleg kb. olyan 100-200 ember szokott állni ezen a helyen, de ebből értelemszerűen nem mindenki tagja a tábornak. Volt ugyan néhány próbálkozás átköltözni valamelyik kanyarba, de ez nem vonzott sokakat, így abbamaradt. A stadion nyugati oldalán (a mostani vendégszektor mellett) elkezdődött az új lelátói rész építése, ha kész lesz, akkor esetleg majd még lehet e téren változás.
Sokszor gondot jelent, hogy a kiemeltebb meccseken nagyon közel található egymáshoz a hazai, illetve a vendégtábor. Emiatt az évek során sokszor történtek kisebb incidensek, ám a nagy balhék már egy ideje elkerülik a Kórház utcát.
A csabai tábor jó viszonyban volt az Újpest, Haladás, Videoton, Nyíregyháza és a Vasas szurkolóival, bár néhány kontaktust illetően megoszlottak a vélemények. Ezen kapcsolatok egy része leépült, másik része fönnmaradt. A Bad Boys jó viszonyt ápol az újpesti Fidelityvel, illetve pár Hali-drukker is járt már a Kórház utcában vizitálni. Jelenleg a magyar csoportok döntő részével semleges a kapcsolat.
Az ellenfelek listáját a Debrecen, a Szeged-Hódmezővásárhely, a Ferencváros és a Diósgyőr jelenti.
A debreceniekkel 1992-ben romlott meg a viszony, az azóta eltelt időkben már jó párszor találkozott egymással a két tábor, és az egymás iránt érzett utálat nem sokat változott.
A szegedi-hódmezővásárhelyi táborral a csabaiak sokáig nem találkoztak, aztán ahogy jött fel a vásárhelyiek kézilabdacsapata, úgy lett felmelegítve ismét a korábbi viszony. Mára már lehiggadt az egykor parázs szembenállás, mivel a felek jobbnak látták a korábbi sérelmeken való felülemelkedést.
A fradisták egészen más kategóriát jelentenek, míg a diósgyőriek iránt érzett antipátia Tornyi Barnabás pár megnyilvánulása, illetve néhány egyéb ok miatt ered.